# Lavínia (ort)
Lavínia är en ort i Brasilien.   Den ligger i kommunen Lavínia och delstaten São Paulo, i den södra delen av landet, 700 km sydväst om huvudstaden Brasília. Lavínia ligger 460 meter över havet och antalet invånare är 8 782.
Terrängen runt Lavínia är huvudsakligen platt. Lavínia ligger uppe på en höjd. Närmaste större samhälle är Mirandopólis, 7,5 km nordväst om Lavínia.
Omgivningarna runt Lavínia är en mosaik av jordbruksmark och naturlig växtlighet. Runt Lavínia är det ganska glesbefolkat, med 22 invånare per kvadratkilometer.